# خیاخ
خیاخ (به لاتین: Khiyakh) یک منطقهٔ مسکونی در روسیه است که در داغستان واقع شده‌است.